# Eberhard Kopprasch
Eberhard Kopprasch (* 6. August 1935 in Struppen; † 1. April 2020 in Berlin) war ein deutscher Arbeitsgruppenleiter des Ministeriums für Staatssicherheit (MfS) der DDR. Er war 1989/90 innerhalb des Auslandsnachrichtendienstes der DDR, der Hauptverwaltung A (HVA), Leiter der Arbeitsgruppe Innere Sicherheit der HVA.

## Leben
Kopprasch, Sohn eines Kesselschmieds, erlernte nach dem Abschluss der Volksschule in Pirna den Beruf des Elektrikers. 1952 wurde er innerhalb seines Betriebes Sekretär der Freien Deutschen Jugend (FDJ) und im März 1953 erster Sekretär der Stadtleitung der FDJ in Pirna. 
Im selben Jahr wurde er von der Bezirksverwaltung Dresden des MfS eingestellt und in der Abteilung Kader und Schulung eingesetzt. 1954 wurde er in die Bezirksverwaltung Neubrandenburg und 1956 in die Abteilung XV, zuständig für Auslandsspionage, versetzt. 1961 wechselte Kopprasch in die Zentrale der HVA in Ost-Berlin und wurde Mitarbeiter der Abteilung III, zuständig für „legal abgedeckte Residenturen“.
Von 1966 bis 1969 studierte Kopprasch an der Hochschule des MfS in Potsdam und wurde Diplom-Jurist. 1971 wechselte er in die HVA-Abteilung XI, zuständig für Nordamerika, 1978 in die Abteilung I, zuständig für den „Staatsapparat der Bundesrepublik Deutschland“. Während dieser Zeit war er als 2. Sekretär der Ständigen Vertretung der DDR in Bonn beschäftigt. 1980 kam er in die Abteilung IX, zuständig für Gegenspionage, deren stellvertretender Leiter er 1987 wurde. Im selben Jahr wurde er zum Oberst befördert.
1989 wurde Kopprasch Leiter der Arbeitsgruppe Sicherheit zuständig für die „Innere Sicherheit der HVA“. Nach der friedlichen Revolution in der DDR erfolgte 1990 seine Entlassung.
```
erfolgte 1990 seine Entlassung.
```